# Salers (kaas)
De Salers is een Franse kaas van het type harde kaas, geproduceerd in de Cantal, in de Haute-Auvergne. De kaas lijkt sterk op de Cantal, zowel qua afkomst als qua uiterlijk en qua bereidingswijze. In de kaas is een rood label aangebracht met daarin de letters en cijfers van het departement en de fabrikant. Hij is een van de 44 Franse kazen die het roodgele Europese AOC/AOP-keurmerk, dat sinds januari 2012 het AOC-label vervangt, mag voeren.

## Geschiedenis
De Salers kaas heeft sinds 1961 het AOC-keurmerk, de productie van de Salers is beperkt tot een deel van het departement van de Cantal en een klein deel van de Puy-de-Dôme. Het gehele gebied van de Salers is gelegen op een hoogte boven de 600 meter. De kaas is gemaakt van de melk van de koeien die in die streek grazen en die dus de specifieke begroeiing van dat milieu als voedsel hebben. 

## Bereidingswijze
Saler AOP wordt gemaakt van volle rauwe zomermelk van koeien van verschillend ras. De koeien worden met de hand gemolken. Gedurende de periode van 15 april tot 15 november, de periode dat de koeien buiten grazen en zich voeden met vers gras, wordt er tweemaal per dag kaas gemaakt. In de kazen die geproduceerd worden van de melk van het Salerrund is aan de onderkant de tekst Tradition Salers gegraveerd.
Voor de bereidingswijze van de kaas: zie de Cantal AOP. Wat wel een verschil is, is dat de Salers een echte boerenkaas is, gemaakt op de boerderij, van de kudde koeien van 1 boer. Dit verschilt van de Cantal, omdat daarvoor melk verwerkt wordt in industriële vestigingen, van meerdere boeren en dus ook van melk van verschillende kuddes. Een deel van de boeren verkoopt de “witte Salers”, de ongerijpte kaas, aan affineurs, rijpingsbedrijven, twee derde van de boeren laat de kaas op de boerderij rijpen.

Een ander essentieel verschil is de periode van bereiden.
Verder kan een Cantal jong verkocht worden, na 1 maand al, en moet de Salers minimaal 3 maanden gerijpt zijn inkelders van 6 - 12°C alvorens verkocht te kunnen worden. De normale rijping bedraagt 10 tot 18 maanden. 
De vergelijking van de twee kazen qua smaak levert een klein verschil op, de Salers heeft een iets complexere smaak, iets specifieker. Vergeleken met de Salers is de smaak van een Cantal meer uitgemiddeld, minder expliciet.